# پد مه‌گیر

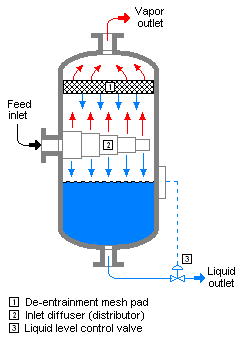
عملکرد پد مه‌گیر نصب شده در داخل یک جداساز مایع-بخار

پد مه‌گیر یا دیمیستر پد (به انگلیسی: Demister Pad) وسیله ای است که اغلب به مخازن جداساز بخار -مایع کمک می‌کند تا حذف قطرات مایعی که در جریان بخار به دام افتاده‌اند افزایش یابد. مه‌گیرها ممکن است از نوع انعقاددهنده (Coalescer) مشی، Vane Pack یا از نوع دیگری باشند که هدف آنها جمع کردن مه به صورت قطره‌هایی است که به اندازه کافی سنگین هستند تا از جریان بخار جدا شوند.
دیمیسترها می‌توانند زمان مورد نیاز برای جدا کردن قطره‌های مایع را و در نتیجه اندازه مخازن مورد نیاز و هزینه مربوط به آن را کاهش دهند. در سیستم‌های فشار بالا که قیمت تجهیزات بسیار افزایش پیدا کنند این پدهای مه‌گیر می‌توانند هزینه‌ها به‌طور چشمگیری کاهش دهند.